# Ministro de Agricultura, Silvicultura y Pesca de Japón
El Ministro de Agricultura, Silvicultura y Pesca (農林水産大臣, Nōrin Suisan Daijin?), o Nōsui-shō (農水相?) (農水相?), es miembro del Gabinete de Japón a cargo del Ministerio de Agricultura, Silvicultura y Pesca. El ministro actual es Hiroshi Moriyama.

## Rol
El Ministerio emprende la administración relacionado con la agricultura, silvicultura y productos derivados de la pesca desde la producción hasta su consumo. También promueve bienestar y desarrollo rurales.